# Центральноіранська мова
Центральноіранська мова (діалекти Центрального Ірану, центральні діалекти Ірану, діалекти Центрального Плато) — одна з північно-західних іранських мов, поширена в центральній частині Ірану. Являє собою сукупність діалектів окремих сіл і міст, розкиданих острівцями серед персомовних поселень. Носії цих діалектів вважають себе персами, а свої діалекти — перськими діалектами. Крім того, деякими з центральноіранських діалектів розмовляють перські євреї (див. єврейсько-іранські мови) і зороастрійці (говірка дарі).

## Поширеність
Діалекти Центрального Ірану поширені в центральній частині Ірану на південь від Тегерана на достатньо великій території між містами Кашан (на півночі) та Ісфаган (на півдні). Із заходу ця територія доходить приблизно до лінії залізниці Тегеран- Хорремшехр, на сході — до Великої соляної пустелі (Деште-Кевір). Окремими оазами вони представлені також на території самої Великої соляної пустелі і в районі міст Єзд і Керман. Історично це південно-західна частина давньої Мідії.

## Класифікація
Діалекти Центрального Ірану близькі між собою за характером граматичної будови і в цілому утворюють самостійний діалектний континуум, що не належить до жодної з мов на території Ірану і за його межами. В історичному аспекті їх вважають нащадками стародавньої мідійської мови.
Перший досвід класифікації діалектів Центрального Ірану за лінгвістичними ознаками належить Х. В. Бейлі (1933—1935). Пізніше цю класифікацію прийняв і підтримав Г. Моргенштьєрн (1958). За основну класифікаційну ознаку в ній прийнято характер утворення форм презенсу. Відповідно до цієї ознаки діалекти Центрального Ірану поділяються на підгрупи:
1. єзді і кермані (разом звані дарі);
2. наїні;
3. натанзі, яран(д)і, фарізанді;
4. сої, кохруді, кешеґї, меймеї (та інші діалекти між Кашаном та Ісфаганом);
5. хунсарі, вонішуні, махаллаті;
6. газі, кафроні, седеї, можливо, також зефреї;
7. діалекти Тафріша (вафсі, аштіяні, кахакі).

Х. Бейлі та Г. Моргенштьерн відносять до числа діалектів Центрального Ірану також сівенді, але він дуже відрізняється від інших діалектів і зараз зазвичай виділяється як окрема мова.
Найпопулярніша зараз найповніша класифікація П. Лекока (1989), виконана за чисто географічною ознакою. В ній виділяється 4 групи: північно-західні (на захід від дороги Кум-Ісфаган), північно-східні (між Кашаном і Натанзом), південно-західні (в регіоні Ісфагана), південно-східні. Як діалекти перехідного типу згадані діалекти Тефреша і пустелі Деште-Кевір (Великої Соляної пустелі).
Нижче наводиться повний перелік центральноіранських діалектів на основі класифікації Лекока з деякими уточненнями і доповненнями.
- Тефреська група (перехідні діалекти смуги Хамадан — Саве): діалекти кахакі, тафріші (тефреші), савеї, аштіяні, амереї, елвірі, відері, єврейсько-хамаданський, єврейсько-нехавендський і єврейсько-боруджердський;
  - Особливо виділяються група діалектів вафсі (вафсі, чехрегані, горчані, феркі), які являють собою змішану форму мови з центральноіранськими, татсько-талиськими і курдськими елементами
- Північно-західна група (переважно на заході остану Ісфаган між Хонсаром і Гольпаєганом): діалекти баба-султані, біанді, вадашті, вонішуні (ванешані), єврейсько-гольпаєганський, куджуні, сунагуні (сангані), тіджані, хунсарі (хонсарі) і єврейсько -хунсарський, хуріссунаї, еросілі і дещо відмінний махаллаті (мехеллаті) на північ (Меркезі);
- Північно-східна група (на півночі остану Ісфаган між Кашаном і Натанзом): діалекти абузейдабаді, абьанеї, арані, баді, бадруді, бідголі, деліджані, джоушегані (джавшакані), єврейсько-кашанський, камуї, кешеї, кохруді, меймеї, натанзі (нетензі), нашалджі (нешледжі), сої (сохі), такі, тарі, фарізанді, яранді;
- Південно-західна група (в центрі остану Ісфаган навколо міста Ісфаган): діалекти гезі (гязі), джаркуяї, зефреї, кефрані (кафроні, кяфроні), кефруді, кухпаєї, нохуджі, рудашті, саджзі (сегзі), седеї (седехі), ердестані (ардістані) і єврейсько-ісфаганський;
- Південно-східна група включає:
  - говірку дарі (габрі): діалекти єзді і кермані (представлені у зороастрійців Єзда і Кермана),
  - єврейсько-єздський і єврейсько-керманський діалекти, представлені у євреїв Єзда і Кермана) і помітно відмінні від діалектів дарі;
  - діалекти абчуяї, варзенеї, кейджані, наїні, тудешкі, енарекі (анарекі) на південному сході остану Ісфаган;
- Деште-кевірська група (на південь від пустелі Деште-Кевір): діалекти аббасабаді, гармабі (гермабі), іраджі, міхрджані, фаррохі (фаврі), хурі (хорі), чахмалекі.

Мова таджріші, якою ще в середині XX століття розмовляли в селищі Таджріш (пізніше увійшло в межі Тегерана (його північна околиця)), можливо була близька до центральноіранської мови. Однак це питання не розроблене, оскільки збереглося лише 379 слів і виразів, записаних у фонетичній транскрипції В. А. Жуковським 1899 року. Зараз її носії, мабуть, повністю перейшли на перську мову.
Мова сівенді, якою розмовляють у селі Сівенд на північ від Шираза (остан Фарс), також близька до центральноіранських діалектів, але разом з тим проявляє достатню своєрідність, щоб вважати її окремою мовою.

## Назви
Самі носії називають свої діалекти за назвами місцевостей, де вони представлені: mahallatī, xunsarī, käšäī тощо. Виняток становить дарі — діалект зороастрійців-вогнепоклонників Ірану, який традиційно називають габрі (gabrī); назва походить від тюркського gäur (з арабської kafir (невірний)), у перській передачі gaur, gabr, що застосовувалася до не-мусульманів. Самі зороастрійці називають свою мову darī, а себе bih-dinan («сповідники кращої віри»).